# Sancul
Sancul fou un xeicat de la costa de Moçambic, el territori del qual se situava just al sud de l'illa de Moçambic de la que la separava el canal de Sancul on uns bancs d'arena o esculls porten també aquest nom, igual que la punta que tanca la badia on es troba l'illa pel sud-oest. L'estat era regit per tres famílies (de manera semblant al sultanat d'Angoche) amb relacions familiars amb caps macua.
Després de l'arribada dels portuguesos i el seu control sobre l'illa de Moçambique el 1505, el soldans o xeics de l'illa, d'acord amb altres soldans o xeics de la zona i sota la direcció del soldà de Kilwa (Quíloa en portuguès), al que quasi tots reconeixien com a sobirà, van despoblar l'illa i altres llocs ocupats pels portuguesos i van transferir les poblacions a altres regions menys exposades. El soldà es va instal·lar a Sancul, al continent, amb els seus principals dignataris, on va esdevenir sultà. Manuel Lobato diu que un grup d'antics seguidors se'n va anar a Quivolane, on van fundar un nou xeicat, però que aquest va acabar aviat reintegrat a Sancul. També esmenta un segon grup de notables que van romandre a l'illa de Moçambic fins al 1515 quan la van abandonar i es van establir a Quitangonha, on van establir un nou xeicat.
Al segle xvii era vassall de Portugal però els xeics se succeïen hereditàriament i el governador només els confirmava. En la campanya portuguesa de 1753 contra els macua, forces dels xeics de Quitangonha i Sancul van ajudar al portuguesos. La campanya contra els macua fou feta de fet per cent soldats portuguesos i un miler de soldats dels dos xeics. El cap de la campanya era el xeic de Quitangonha, que va ordenar al destacament del xeic de Sancul atacar als macua quan aquestos van ser vistos; però el xeic de Sancul va dubtar i no va fer l'atac immediatament, i el seu destacament fou llavors derrotat; el capità portuguès Diogo Martins va acusar al xeic de traïdor i el va matar; les forces del xeic es van girar contra els portuguesos que les hagueren exterminat de no haver mitjançat el xeic de Quitangonha. Aquestos fets posaven en perill les relacions de Portugal amb Sancul i el govern portuguès va condemnar l'assassinat, hi va dedicar al xeic mort un gran enterrament, lloant la seva persona, mentre que el seu dubte en fer l'atac fou atribuït a un moviment tàctic intel·ligent. En posteriors campanyes dels portuguesos contra els macua a Dtioulo el 1776 i 1783, els xeics de Sancul van romandre neutrals. Excepte l'incident del 1753 i el refredament que va seguir, els xeics sempre foren considerats uns lleials vassalls de Portugal, i mantingueren posicions moderades i polítiques en lloc de les posicions radicals que dominaven a Quitangonha.
El 1797 el governador de Moçambic havia restablert bones relacions amb el xeic que es mostrava disposat a complir les seves obligacions. Es preparava una nova campanya contra Quitangonha i el xeic fou convidat pel governador, però els fets de 1753 eren encara massa recents i el xeic va desconfiar i no hi va voler anar i va decidir no participar en la campanya, però es va justificar dient que encara que era el seu desig d'anar-hi i participar no ho podia fer per estar malalt i per estar també malalt el seu germà Hassan Raja el capità-moro de Sancul. La visita el governador era un signe de submissió. Llavors alguns caps macua van al·legar també malaltia per no visitar al governador.
El 1879 Sancul fou ocupada pels portuguesos en el marc de la seva campanya contra el tràfic d'esclaus, quan era capità-moro Molidi Vulai. El xeicat fou definitivament suprimit el 1910.

## Llista de xeics
- 1515 - 1797 Sense dades
- 1797 - 1800 Mukusedi Muhammad Raja
- 1800 - 1804 Mutirua Muhammad
- 1804 - 1810 Hasan Raja
- 1810 - 1822 Molidi Uthman
- 1822 - 1832 Mukusedi Ali Muhammad Raja
- 1832 - 1841 Burehimu Usufu (regent fins a 1834)
- 1842 - 1862 Hasan Musa Mukusedi
- 1863 - 1874 Camakama Molidi
- 1875 - 1886 Abd Allah Usufu ibn Hasan "Umkubu Muntu"
- 1886 - 1898 Hasan Molidi
- 1898 - 1910 Suali ibn Ali Ibrahimu "Marave"

## Nota
1. ↑  Manuel Lobato parla del xeic de Moçambic, i després de Sancul, però altres fonts l'anomenen sovint sultà